# Gardolo
Gardolo (pronuncia Gàrdolo, Gàrdol in dialetto locale) è una località a nord di Trento, lungo la valle dell'Adige. Dopo una lunga storia autonoma è divenuto quartiere e circoscrizione amministrativa numero 1 di Trento.

## Origini del nome
Anticamente zona di colonizzazione romana (come testimonia il ritrovamento di arche risalenti a quel periodo), nelle vicinanze era presente una torre o specola, fortificazione elevata destinata al controllo,   il castello della guardia, sull'altura di Gardolo di Mezzo, a sentinella dell'entrata nord di Trento. Tale postazione era in collegamento visivo con l'analoga fortificazione di avvistamento presente su Doss Trento.
Da Vard a Gard sino alle successive modifiche in Gardolo.

## Storia

### Origini e Medioevo
Il toponimo Gardolo è attestato fin dal 28 giugno 1184, quando Wasengrinus de Gardule cedette al vescovo di Trento la propria metà del castrum de Gardule. Ulteriori menzioni del castello (castrum de Gardulis) risalgono agli anni 1210 e 1212, anno in cui fu venduta al vescovo Federico la metà posseduta dalla famiglia di Witoldo. Documenti del 1212 e 1250 citano anche un mansum in Gardula di proprietà vescovile. Dal 1291 si trovano riferimenti agli abitanti in villa de Gardulis, e nel 1339 viene citato il locus Fontana de Gardulis.
A partire dalla sentenza del 1427 del vescovo Alessandro Masovia, Gardolo fu classificata tra le ville della pretura interna della città di Trento, utilizzata per la riscossione fiscale delle colte ordinarie e straordinarie.

### Curazia di Gardolo
Dal XVII secolo iniziano ad apparire segni di un’organizzazione comunitaria, sebbene non ancora formalizzata. Nel 1601 gli uomini di Gardolo prestarono giuramento di fedeltà al vescovo Carlo Madruzzo, insieme ad altre ville. L’erezione della curazia di Gardolo il 15 maggio 1722 favorì una strutturazione più definita della comunità. Il primo sindico noto, Pietro Giorgio Crivelli, è attestato nel 1725. Nel 1772 il Magistrato consolare della città di Trento approvò la Carta di Regola, formalizzando il riconoscimento della Comunità e delegando alcune funzioni amministrative al sindico locale.L’amministrazione della Comunità era priva di beni propri e dipendeva in larga parte dalla città di Trento. Non possedeva una sede stabile e le riunioni avvenivano nelle abitazioni di notabili o sindaci. La figura centrale era il sindaco, incaricato di presiedere le sedute, riscuotere imposte e gestire le spese comuni. Dal 1736 la carica fu soggetta al ruotolo, una rotazione annuale tra i possessori di case che pagavano un alto estimo.

### Epoca Napoleonica
Nel 1796 Napoleone Bonaparte si stabilì a Gardolo durante la Campagna d'Italia (1796-1797) e, nelle campagne dell'attuale territorio di Spini di Gardolo, venne combattuta una battaglia contro le truppe austriache. Nel 1800 fu introdotta la figura di due giurati, eletti dai vicini possidenti, con il compito di coadiuvare il sindico e vigilare sulla sicurezza pubblica. Contestualmente, furono separati i ruoli di sindico della Comunità e sindaco della Chiesa. La Comunità cessò ufficialmente la propria attività amministrativa il 30 settembre 1807, in seguito alle riforme amministrative napoleoniche che abolirono gli antichi organismi comunitari del territorio trentino.

### Prima Guerra Mondiale

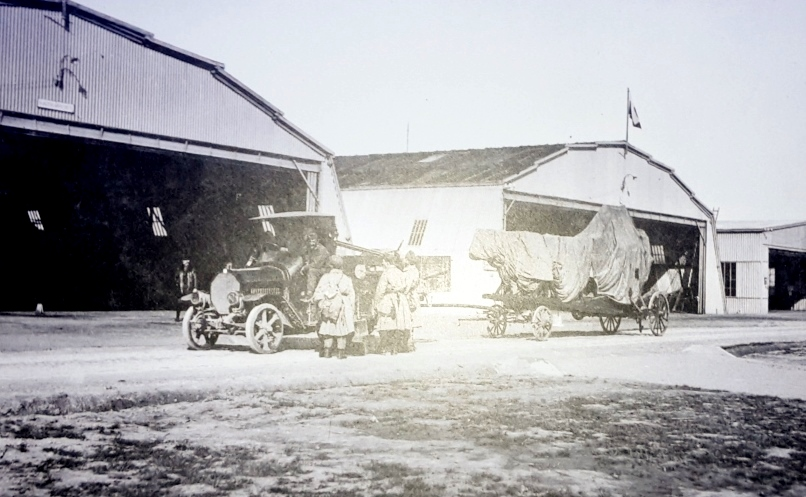
L'aeroporto di Gardolo (1918)

Assunse particolare importanza nel Novecento per la presenza di un aeroporto militare, costruito nel 1914 dagli austriaci tra la ferrovia del Brennero e il fiume Adige. Ospitò fino a 50 aerei e fu bombardato dall'aviazione italiana nel 1916 e nel 1918. Gli aerei furono incendiati il 4 novembre 1918, in concomitanza con la rotta austro-ungarica. 
Nel dicembre 1918 arrivò il III Gruppo (poi 3º Gruppo caccia terrestre) che vi restò fino al 1º agosto 1919.

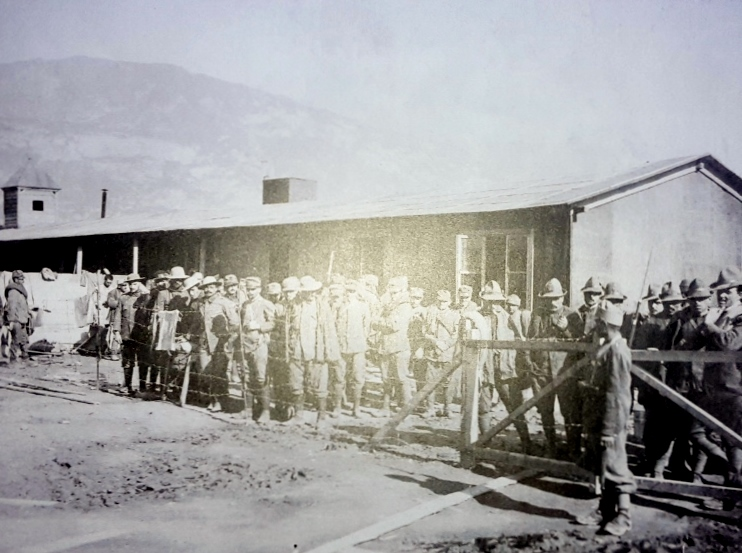
Prigionieri italiani durante la prima guerra mondiale a Gardolo

La zona di Melta fu fortificata nel 1915: nel maggio di quell'anno 45 case furono fatte saltare con la dinamite e gli abitanti inviati nei campi profughi della Moravia.
Con l'annessione al Regno d'Italia (1861-1946), avvenuta ufficialmente il 16 Ottobre 1920, il paese venne rinominato "Gardolo al Piano". Con il passaggio dalla Venezia Tridentina alla Provincia autonoma di Trento avvenuta nel 1923, assunse la sua attuale denominazione "Gardolo". Nel 1926 il comune venne cessato.

### Seconda Guerra Mondiale
Nel dopoguerra divenne scalo di una linea civile internazionale, quindi sede dei cantieri aeronautici Caproni e centro di collaudo. Durante la seconda guerra mondiale fu utilizzato dalle truppe tedesche che lo difesero con una ventina di batterie antiaeree e subì 244 bombardamenti alleati. Tale aeroporto venne poi smantellato; ad oggi l'aeroporto di Trento si trova nei pressi di Mattarello, a sud della città, con il museo dell'aeronautica Gianni Caproni.

## Monumenti e luoghi d'interesse

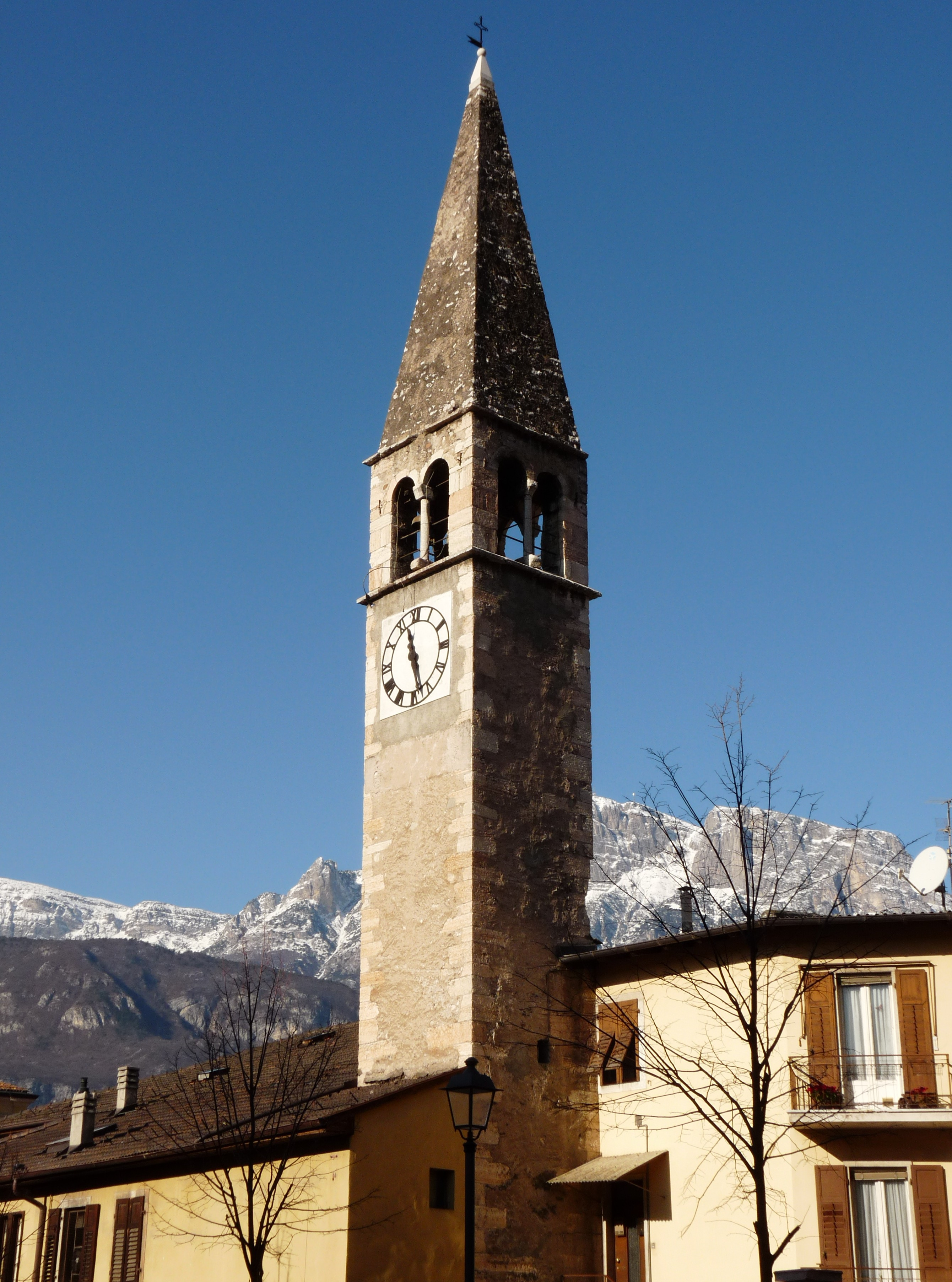
Il campanile della vecchia chiesa

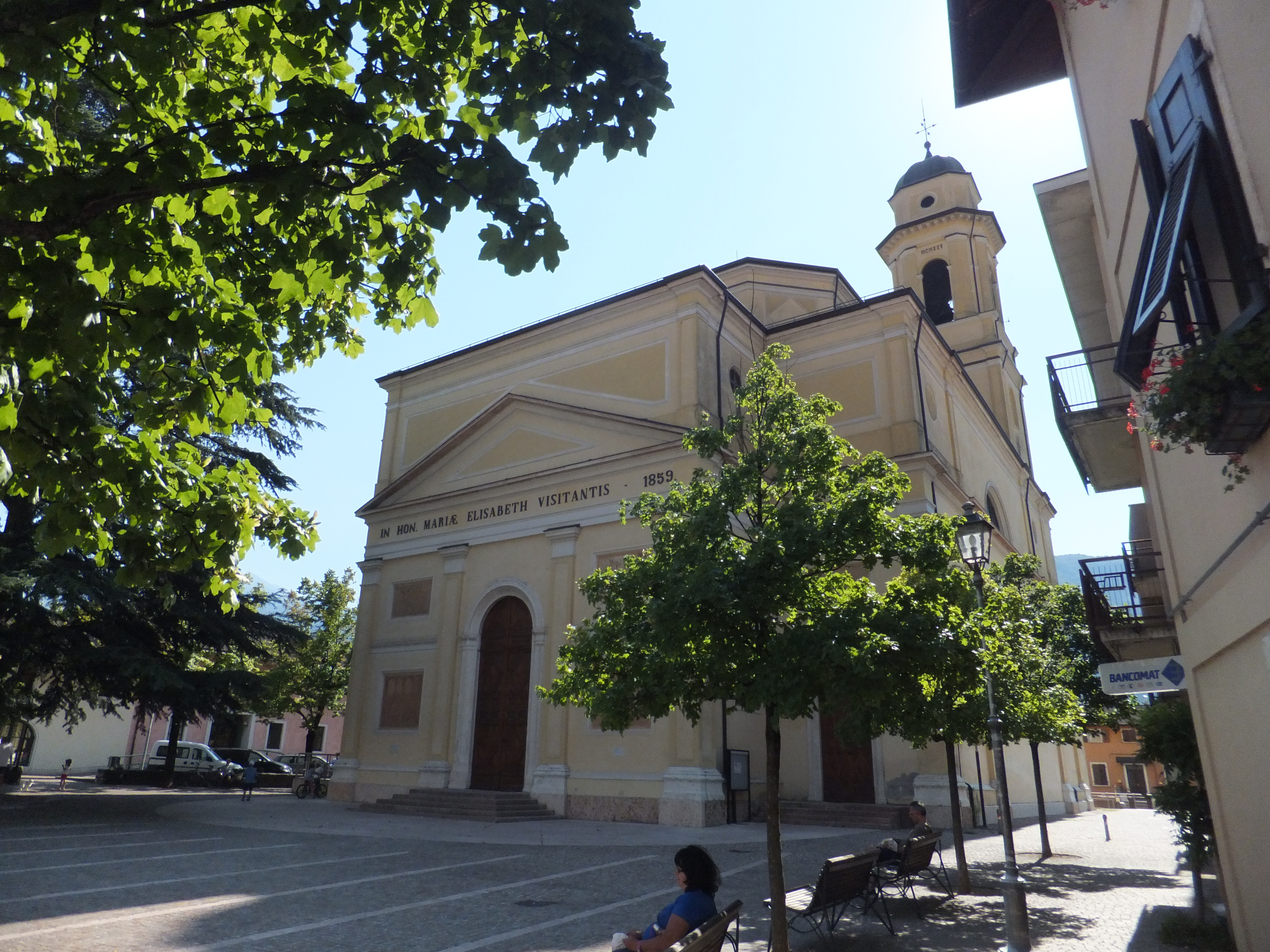
La Chiesa della Visitazione di Maria Santissima

Il nucleo storico del paese è costituito dagli edifici che nel corso dei secoli sono sorti accanto alla piazza, ed è formato da costruzioni rustico-signorili medioevali e rinascimentali. 
Fino ad anni recentissimi era un borgo rurale con ampie zone di campagna tra le case.
Luoghi di interesse sono:
- Zona a sud della Roggia, detta dei “Cantòni”, e quella a nord, detta dei “Pòrteghi”.
- Campanile della vecchia chiesa, consacrata nel 1467 ed in seguito caduta in rovina e poi in parte abbattuta e trasformata in abitazione civile. Il campanile termina con bifore romaniche e cuspide piramidale, ed ha un antico orologio.[10] Storicamente è interessante perché vi è salito Napoleone Bonaparte il 5 settembre del 1796, dopo aver occupato la città di Trento, per studiare le posizioni degli austriaci schierati a nord, verso Lavis. In seguito, nell'aprile 1809, i francesi avrebbero perduto uno scontro con le forze austriache e bavaresi, a breve distanza da Gardolo, e avrebbero abbandonato la zona.
- Chiesa parrocchiale della Visitazione di Maria Santissima, nella piazza principale, costruita tra il 1856 ed il 1859 in stile lombardesco su disegno dell'architetto Antonio Pages di Milano. È stata sottoposta ad un minuzioso intervento di restauro (curato dall'architetto Fabrizio Merler di Trento) tra il 1992 ed il 1998. Gli affreschi absidali sono di Duilio Corompaj di Venezia, quelli laterali di Melchiori di Trento.
- Via Crucis che dal paese, con una ripida strada, sale al Calvario o Monte Croce dove sorge una grande croce di pietra con inciso l'anno 1727 e una cappella addossata al muro del parco di villa Crivelli, residenza seicentesca, adornata da un filare di cipressi.[3][11]
- Cave di pietra calcarea tra Centochiavi e Melta, che furono sfruttate per la costruzione del Duomo di Trento.

## Cultura

### Istruzione

#### Scuole
A Gardolo vi sono due scuole primarie ("Pigarelli" e "Sant'Anna") e una scuola secondaria di primo grado ("Savino Pedrolli").

## Geografia antropica
Comune autonomo sino al 1926, con il provvedimento R.D. N. 1798 del 16 settembre 1926 è stato aggregato al Comune di Trento.

### Località

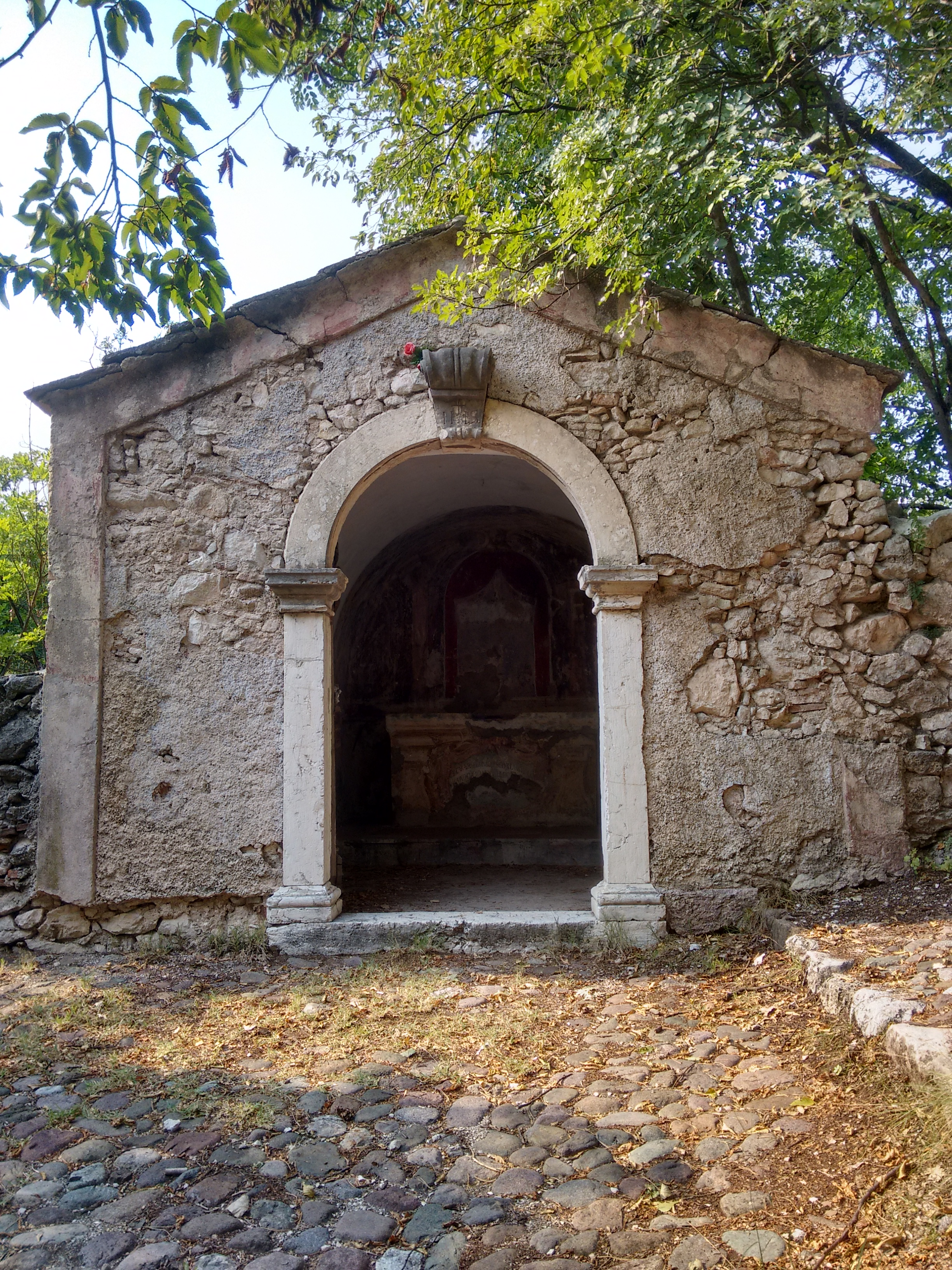
Cappella del Santo Sepolcro sul monte Croce.

Gardolo dal piano è l'attuale centro abitato principale, si trova al centro dei diversi quartieri e divide il nome con le località orientali di Gardolo di Mezzo (363 m s.l.m.) e Gardolo di Sopra (500 m s.l.m.), definizione storica delle case sparse in collina, fino ai Saracini e a Valcalda - da dove scende la Roggia (corso d'acqua importante nella vita e nelle menti dei gardolesi), sulle pendici del monte Calisio.
A Gardolo di Mezzo si trovava il castello di Gardolo, del feudatario Valsengrino di Gardolo, che si ergeva a difesa della via Rossa e venne menzionato per la prima volta nel 1161 nel corso di un'assemblea presieduta dal Vescovo di Trento Adelpreto. Il castello non era molto grande ed era dotato di una torre. Attualmente rimangono poche ma chiare tracce della struttura, quale decadimento non risulta annotato: nel 1184, come unica traccia dello stato di conservazione, risulta annotato che il Vescovo Alberto acquisì i feudi e solo una parte del suddetto castello, per quaranta marche d'argento.
Lungo la statale del Brennero, troviamo Solteri, Centochiavi (mano medioevale con un secolare bagolaro) e Melta (194 m s.l.m., con Melta di sopra e Melta di sotto) a sud; Carpenedi, Stefene (204 m s.l.m.), Spini (201 m s.l.m.), Lamar (206 m s.l.m.) e San Lazzaro a nord, fino alle sponde dell'Avisio.
Nella piana occidentale troviamo, da sud a nord, Campotrentino, Roncafort (193 m s.l.m., collegato da un sottopassaggio pedonale), Giarette, Canova (al Palo, alle Paudi e Bassa), Crosare, Palazzine, Spini (200 m s.l.m.), Ghiaie e Roste.
Oltre a queste località principali, si contano numerosi masi (case rurali) sparsi.
Da notare come molti dei toponimi della zona occidentale parlino chiaramente di acqua e ghiaia, retaggio dell'antico corso non regolamentato dell'Adige (Ghiaie, Roste cioè argini, Giarette cioè ghiaie sottili, Canova alle Paludi e molti nomi di vie).

## Economia

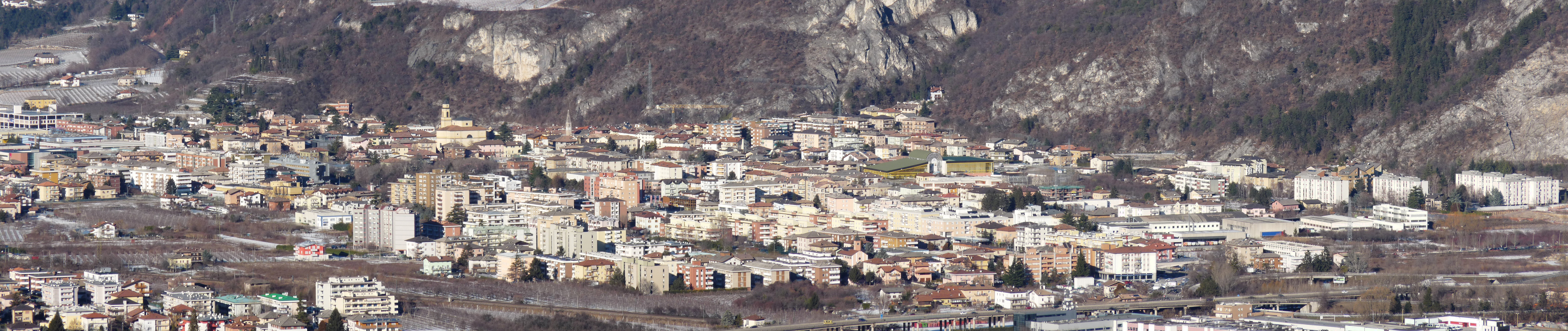
Gardolo visto dal monte Bondone

Le buone vie di comunicazione e la posizione strategica hanno fatto sì che l'ampia zona pianeggiante presso Gardolo si trasformasse nella zona industriale e commerciale di Trento, con uno sviluppo urbanistico rapido. L'espansione edilizia conseguente, sia ad uso industriale e commerciale, sia ad uso abitativo, ha creato un continuum di edifici tra Trento e Lavis, riducendo di molto la superficie agricola (anche se questa continua ad essere sede di imprese agricole ed agrituristiche). Gli abitanti, che nel 1951 erano 1.741, sono cresciuti rapidamente fino ai 14.576 del 2011, creando alcune tensioni sociali e culturali.
Il paese, nato come centro agricolo (frutta, uva) ed attivo in tal senso fino a Novecento inoltrato (con un proprio grossista di frutta e verdura che riforniva Trento con i prodotti locali), ha saputo mantenere però la sua identità di paese nonostante il rischio concreto di trasformarsi in quartiere-dormitorio e periferia industriale.
È sede della Circoscrizione n. 1 di Trento (Centro Civico con erogazione di servizi comunali, biblioteca) e del centro sportivo di Trento nord (piscina coperta e all'aperto, palazzetto dello sport, palestre, campi da bocce, campo da calcio). È diviso in tre parrocchie (Visitazione di Maria Santissima a Gardolo, San Pio X a Canova, Madonna della Pace a Campotrentino) ed ha un proprio cimitero.
Vi si trovano due asili nido, scuole dell'infanzia, due scuole primarie e una scuola media ad indirizzo musicale (SMIM), ambulatori medici e farmacie, un ufficio postale, filiali di banche e alcuni piccoli negozi. Nel settecentesco complesso neorestaurato, costituito dal Palazzo Crivelli e sue pertinenze, è ospitato un Centro Servizi per Anziani molto attivo.
La vita associativa e sportiva ferve grazie alla presenza di società sportive (calcio, ciclismo, Jūdō, pallacanestro, scacchi, croquet ginnastica artistica, danza), culturali (banda musicale), di pubblica utilità (pompieri volontari) e sociali/ricreative (gruppo ANA, gruppo “Pro Bielorussia”).

## Infrastrutture e trasporti
Il nucleo originario si è sviluppato lungo la Strada statale 12 dell'Abetone e del Brennero tra Trento e Lavis. In questo punto l'Adige formava una larga ansa, ed il conoide formato dalla Roggia si incuneava nella valle dell'Adige formando un punto di passaggio obbligato sulla sponda orografica sinistra della valle. La Roggia (rio Gardolo) scende per l'aspra Val Carpenéda ed attraversa il paese, in parte interrata, in parte stretta tra suggestivi muraglioni. Le rupi del Pont del Diaol (Ponte del Diavolo), pendici del monte Calisio, sovrastano il paese.
La vecchia strada, detta imperiale, veniva dalla città costeggiando il monte e proseguiva verso nord. Divenne parte della statale del Brennero e tornò ad essere riservata al traffico di vicinato solo con la realizzazione della attuale via Bolzano, prolungamento della tangenziale di Trento (a quattro corsie) che scorre a valle dell'abitato. Tra Trento e Gardolo sbocca anche la strada statale della Valsugana. Ad occidente del paese scorre l'Autostrada A22 del Brennero con il casello di Trento nord presso Spini. Qui ha sede anche l'interporto doganale per le merci.

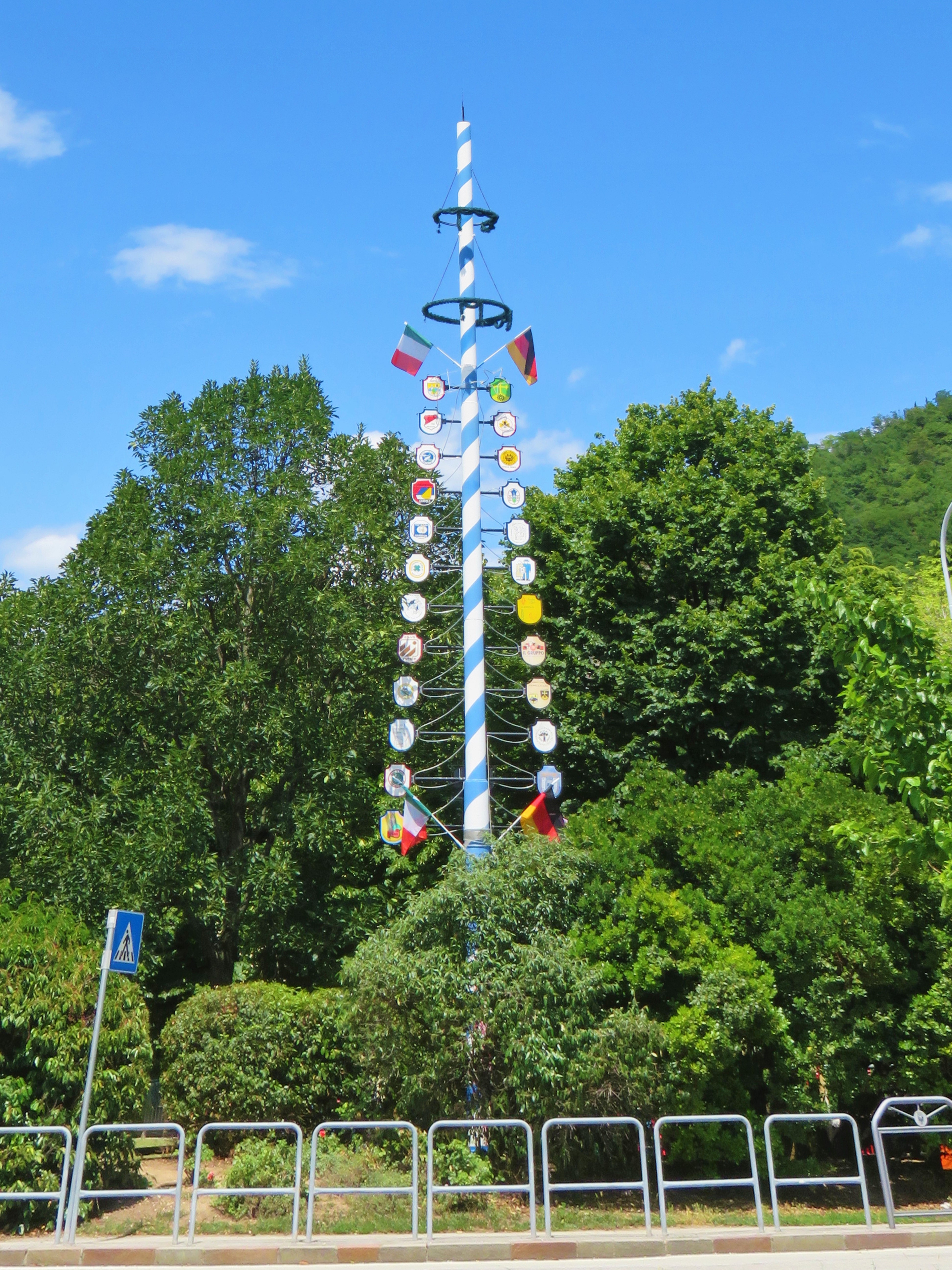
Maibaum a testimonianza del gemellaggio con Neufahrn bei Freising.

La ferrovia del Brennero scorre anch'essa ad ovest, mentre la ferrovia Trento-Malé-Mezzana, inaugurata nel 1964 in sostituzione della preesistente tranvia scorre più vicina al centro.
L'abitato è inoltre servito dalle linee 3, 4, 7, 11 e 17 del servizio urbano di Trento.

## Gemellaggi
I primi contatti con la cittadina bavarese di Neufahrn bei Freising si sono avuti attorno agli anni settanta e nel 1983 il gemellaggio venne ufficializzato. Il rapporto tra le due comunità prevede scambi culturali che coinvolgono le scuole, la festa del Maibaum e la partecipazione reciproca ad iniziative locali come il Tut Gardol 'n festa che si tiene alla fine dell'estate.
 Neufahrn bei Freising, dal 1983